# فتحی الشقاقی
فتحی شقاقی (عربی: فتحي الشقاقي؛ زاده ۱۹۵۱، درگذشته ۱۹۹۵)، دبیرکل جهاد اسلامی فلسطین که در سال ۱۹۹۵ در یک عملیات به سازماندهی موساد ترور شد.

## زندگی
در سال ۱۹۵۱ در شهر غزه به دنیا آمد و تحصیلات خود را در رشته ریاضیات در دانشگاه بیرزیت انجام داد و پس از آن رشته پزشکی را در مصر به پایان رساند. پس از پیروزی انقلاب اسلامی ایران او کتاب مشهور خود را به نام «خمینی راه حل و آلترناتیو اسلامی» نوشت.
در سال ۱۹۸۱ از مصر به فلسطین بازگشت. در سال ۱۹۸۳ به مدت ۱۱ ماه در غزه زندانی شد و در سال ۱۹۸۶ نیز یک بار دیگر به دلیل ارتباطش با فعالیت‌های نظامی به چهار سال زندان قطعی و ۵ سال زندان تعلیقی محکوم شد.

## ترور
اسحاق رابین، نخست‌وزیر وقت اسرائیل پس از انجام عملیات گروه حماس در ۲۵ ژانویه ۱۹۹۵ در منطقه بیت لید که به کشته و مجروح شدن ۱۳۰ اسرائیلی منجر شد، دستور اعدام انقلابی فتحی شقاقی را صادر کرد. او سال‌ها پیش از انجام این عملیات تحت نظر عوامل موساد بود. آوری ساگی، رئیس اطلاعات نظامی وقت اسرائیل نسبت به انجام عملیات کشتن شقاقی در دمشق به دلیل برانگیخته شدن خشم مردم سوریه هشدار داد و بر همین اساس عملیات ترور وی به خارج از سوریه منتقل شد.
در ۲۶ اکتبر ۱۹۹۵ در حالی که شقاقی قصد داشت برای بررسی وضعیت آوارگان فلسطینی در لیبی به این کشور سفر کند و هنگامی که از کنفرانس لیبی به جزیره مالت وارد شد، مقابل هتل محل اقامتش از سوی دو موتور سوار هدف قرار گرفته و به قتل رسید.